# 蘭棱駅
蘭棱駅（らんりょうえき）とは、中華人民共和国黒竜江省ハルビン市双城区に位置する京哈線の駅。

## 歴史
- 1904年　開業。

## 隣の駅
中華人民共和国鉄道部
京哈線
蔡家溝駅 - 蘭棱駅 - 双城堡駅
座標: 北緯45度13分08秒 東経126度10分59秒 / 北緯45.218837度 東経126.183145度